# Plocamopherus maderae
Plocamopherus maderae is een slakkensoort uit de familie van de Polyceridae. De wetenschappelijke naam van de soort is voor het eerst geldig gepubliceerd in 1842 door Lowe.